# 科奇車

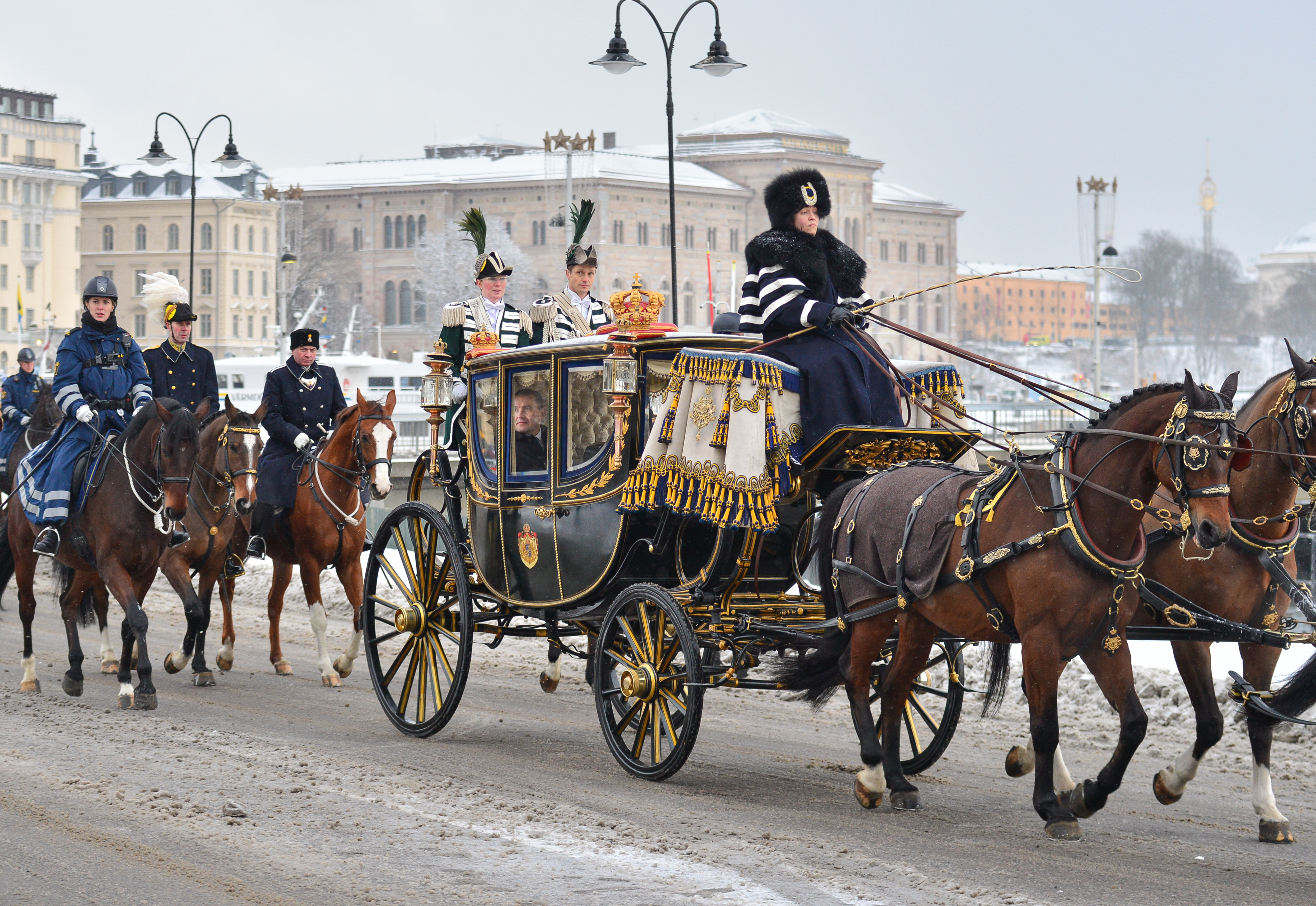
科奇車於當代則作為禮車使用，圖為冰島總統訪問瑞典時乘坐的科奇車。

科奇車（Coach）是一種大型箱式四輪載人馬車，通常由兩匹以上的馬來拉動，其車箱的側面有扉，箱內有前排和後排座椅。馬車駕駛的座位在車前高處，視野開闊，駕駛則被稱作科奇車夫（Coachman）。這個稱呼大約在15世紀開始使用，並迅速傳遍歐洲。科奇車後來也發展了許多種車型，並有為拉此車了培育的馬匹。
馬車的名稱通常來自於其發明地的名稱，科奇一稱來自15世紀的匈牙利城鎮科奇（Kocs），在這裡製造了第一輛的科奇馬車，並以此鎮為名。英語單詞，西班牙語和葡萄牙語的，德語的以及斯洛伐克語的和捷克語的都可能源自此鎮名。